# Callosobruchus albobasalis
Callosobruchus albobasalis là một loài bọ cánh cứng trong họ Bruchidae. Loài này được Chujo miêu tả khoa học năm 1937.